# Jaunlaicene socken
Jaunlaicene socken (lettiska: Jaunlaicenes pagasts) är ett administrativt område i Alūksne kommun i Lettland.